# 2967 Vladisvyat
2967 Vladisvyat è un asteroide della fascia principale del diametro medio di circa 31,24 km. Scoperto nel 1977, presenta un'orbita caratterizzata da un semiasse maggiore pari a 3,2007170 UA e da un'eccentricità di 0,1325435, inclinata di 18,01057° rispetto all'eclittica.